# Empoasca tepona
Empoasca tepona är en insektsart som beskrevs av Delong och Guevara 1954. Empoasca tepona ingår i släktet Empoasca och familjen dvärgstritar. Inga underarter finns listade i Catalogue of Life.